# Juegos de niños (Brueghel)
Juegos de niños es una pintura al óleo sobre tabla realizada por el artista del renacimiento flamenco Pieter Brueghel el Viejo, realizada en el año 1560. Actualmente, se exhibe en el Museo de  Historia del Arte de Viena.

## Descripción
Esta pintura, mencionada por primera vez por Karel van Mander en 1604, fue adquirida en 1594 por el archiduque Ernesto de Austria. Se ha sugerido que esta sería la primera de una serie de pinturas que representan las Edades del Hombre, en la que Juegos de Niños figuraría como la juventud. Si esa era la intención de Brueghel, es poco probable que la serie progresara más allá de esta pintura, ya que no hay menciones contemporáneas o posteriores de pinturas relacionadas.
Los niños, cuya edad varía entre un rango de bebés que gatean hasta adolescentes, juegan con el aro, caminan con zancos, montan a caballito, simulan torneos, saltan la pídola, atrapan a la gallina ciega, hacen el pino, inflan las vejigas de cerdos y juegan con muñecas y otros juguetes..También se han apoderado del gran edificio que domina la plaza: puede ser un ayuntamiento o algún otro edificio cívico importante, de esta manera enfatizando la moraleja de que los adultos que dirigen los asuntos cívicos son como niños a la vista de Dios. Esta escena atestada de gente se alivia en cierta medida por el paisaje de la esquina superior izquierda; pero incluso allí los niños se bañan en el río y juegan en sus orillas.
La intención del artista para este trabajo es más seria que simplemente compilar una enciclopedia ilustrada de juegos infantiles, aunque se han identificado unos ochenta juegos en concreto. Brueghel muestra a los niños absortos en sus juegos con la seriedad que muestran los adultos en sus actividades aparentemente más importantes. Su moraleja es que en la mente de los juegos de niños de Dios poseen tanta importancia como las actividades de sus padres. Esta idea era familiar en la literatura contemporánea: en un poema flamenco anónimo publicado en Amberes en 1530 por Jan van Doesborch, la humanidad se compara con los niños que están completamente absortos en sus tontos juegos y preocupaciones. Esta idea era un familiar uno en literatura contemporánea: en un poema flamenco anónimo publicado en Amberes  en 1530 por Jan van Doesborch, la humanidad es comparada con niños que están completamente absortos en sus juegos tontos y sus preocupaciones se dice que hay más de 250 juegos retratados.

## Los juegos
Empezando de izquierda inferior, los juegos pueden ser identificados como sigue: